# Mount Rittmann
Mount Rittmann – wulkan położony na Ziemi Wiktorii na Antarktydzie, o wysokości około 2600 m n.p.m.

## Charakterystyka

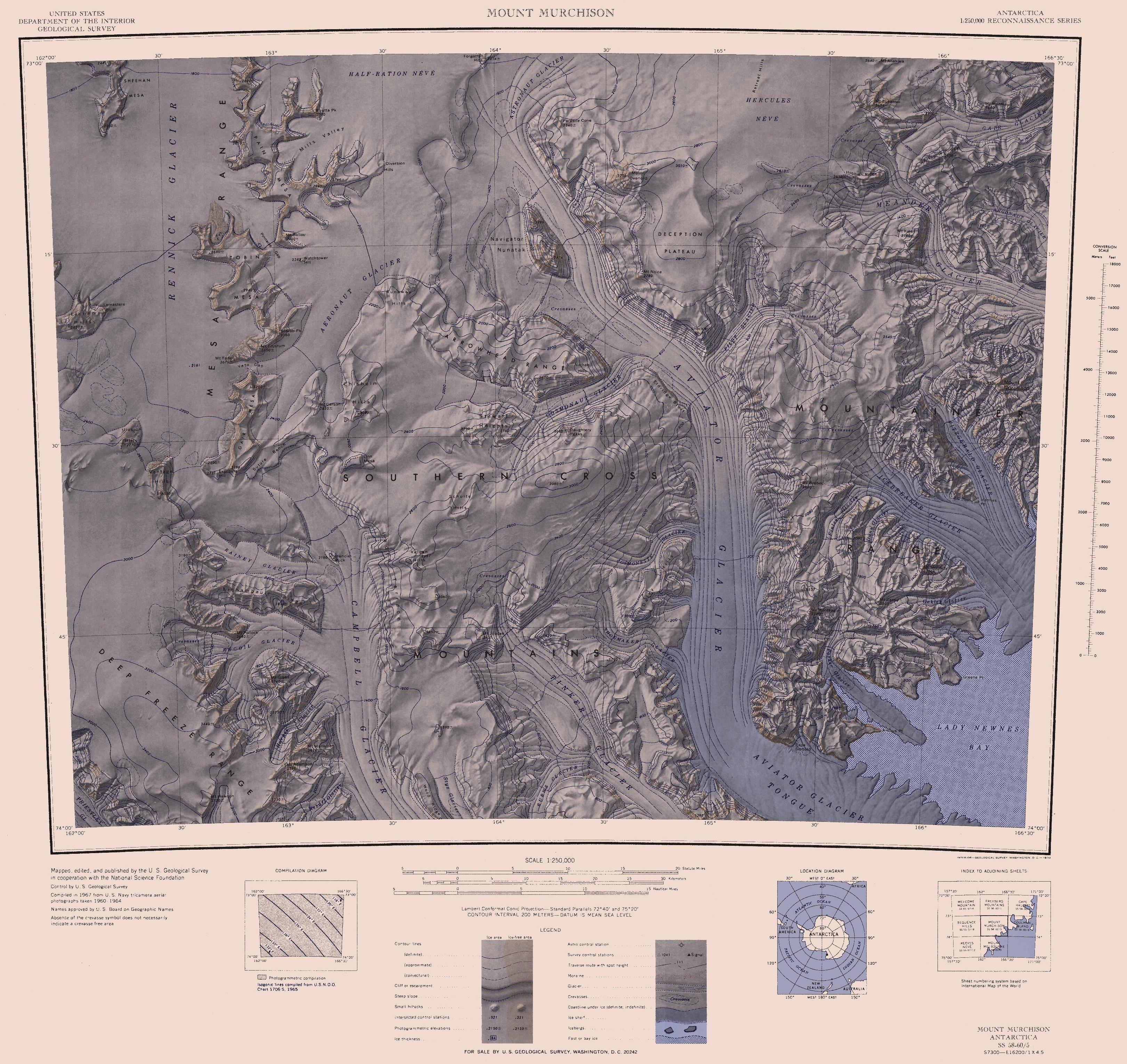
Mt. Rittmann znajduje się na prawo od środka tej mapy, choć nie jest zaznaczony

Jest to wulkan tarczowy położony w północnej części Ziemi Wiktorii, 50 km od wybrzeża Morza Rossa, w paśmie Mountaineer Range w obrębie łańcucha Gór Transantarktycznych. Lodowiec Aviator pokrywa jego kalderę o wymiarach 8 × 5 km, która powstała pomiędzy 4 mln a 70 tys. lat temu, w plejstocenie. Chociaż ostatnia erupcja tego wulkanu prawdopodobnie miała miejsce w tamtej epoce, przejawia on wciąż schyłkową formę aktywności: w pobliżu krawędzi kaldery występuje aktywność geotermalna i fumarole. Nazwa góry upamiętnia wulkanologa Alfreda Rittmana.

## Ochrona
Obszary aktywności geotermicznej u szczytu Mt. Rittmann są objęte ochroną w ramach Szczególnie Chronionego Obszaru Antarktyki (ASPA, od ang. Antarctic Specially Protected Area) nr 175: High Altitude Geothermal sites of the Ross Sea region. Zostały one wykryte w antarktycznym lecie 1991-92 przez włoskich badaczy, znajdują się na niestabilnym, stromym zboczu kaldery na wysokości ok. 2000 m n.p.m. W miejscach wolnych od lodu dzięki ogrzewaniu gruntu występują kępy mchów, a także termofilne mikroorganizmy; temperatury gleby sięgają 50–63 °C na głębokości 10 cm. Obszar ASPA nr 175 obejmuje również fragmenty szczytów wulkanów Mount Melbourne i Erebus, gdzie także występuje aktywność geotermalna.